# نانسی رامی
نانسی رامی (به انگلیسی: Nancy Ramey) (زادهٔ ۲۹ ژوئن ۱۹۴۰) شناگر اهل ایالات متحده آمریکا است.